# Muamer Svraka
Muamer Svraka (ur. 24 lutego 1988 w Sarajewie) – bośniacki piłkarz grający na pozycji pomocnika. Od 2018 zawodnik klubu Tallinna FCI Levadia.

## Kariera piłkarska
Svraka profesjonalną karierę rozpoczął w NK Travnik. Od zimy 2009 roku do 2014 roku występował w FK Željezničar. W sezonie 2014/2015 grał w Iranie w Paykan FC, a latem 2015 przeszedł do klubu Istra 1961. Następnie grał w takich klubach jak: Semen Padang, FK Olimpic Sarajewo i NK Rudeš. W 2018 przeszedł do Tallinna FCI Levadia.

## Kariera reprezentacyjna
W reprezentacji Bośni i Hercegowiny zadebiutował 16 grudnia 2011 roku w towarzyskim meczu z reprezentacją Polski. Na boisku przebywał przez pełne 90 minut.
| Mecze i gole w reprezentacji | Mecze i gole w reprezentacji | Mecze i gole w reprezentacji | Mecze i gole w reprezentacji | Mecze i gole w reprezentacji | Mecze i gole w reprezentacji | Mecze i gole w reprezentacji |
| #                            | Data                         | Stadion                      | Rywal                        | Wynik                        | Gol                          | Rozgrywki                    |
| 2011                         | 2011                         | 2011                         | 2011                         | 2011                         | 2011                         | 2011                         |
| ---------------------------- | ---------------------------- | ---------------------------- | ---------------------------- | ---------------------------- | ---------------------------- | ---------------------------- |
| 1.                           | 16.12.2011                   | Kundu, Turcja                | Polska                       | 0:1                          | 0                            | towarzyski                   |
| 2012                         |                              |                              |                              |                              |                              |                              |
| 2.                           | 31.05.2012                   | Chicago, Stany Zjednoczone   | Meksyk                       | 1:2                          | 0                            | towarzyski                   |
| 3.                           | 15.08.2012                   | Llanelli, Walia              | Walia                        | 2:0                          | 0                            | towarzyski                   |
| 4.                           | 07.09.2012                   | Vaduz, Liechtenstein         | Liechtenstein                | 8:1                          | 0                            | El. MŚ 2014                  |
| 5.                           | 14.11.2012                   | Algier, Algieria             | Algieria                     | 1:0                          | 1                            | towarzyski                   |
| 2013                         |                              |                              |                              |                              |                              |                              |
| 6.                           | 06.02.2013                   | Lublana, Słowenia            | Słowenia                     | 3:0                          | 1                            | towarzyski                   |

## Sukcesy
Željezničar
- Mistrzostwo Bośni i Hercegowiny: 2010, 2012, 2013
- Puchar Bośni i Hercegowiny: 2011, 2012